# Новий Двур (Тчевський повіт)
Новий Двур (пол. Nowy Dwór, нім. Neuhof) — село в Польщі, у гміні Пельплін Тчевського повіту Поморського воєводства.
У 1975-1998 роках село належало до Гданського воєводства.